# Saint-Cyr-sur-Morin
 Saint-Cyr-sur-Morin  es una población y comuna francesa, en la región de Isla de Francia, departamento de Sena y Marne, en el distrito de Provins y cantón de Rebais.

## Demografía
| 1023 | 984 | 1026 | 1209 | 1467 | 1684 |
| Para los censos de 1962 a 1999 la población legal corresponde a la población sin duplicidades (Fuente: INSEE [Consultar]) |     |      |      |      |      |